# ناصف ساويرس
ناصف أنسي ساويرس (1961-)، أحد أكبر رجال الأعمال المصريين، رئيس مجلس إدارة شركة أوراسكوم كونستراكشون. نجل أنسي ساويرس رئيس ومؤسس مجموعة أوراسكوم المتعددة النشاطات. حاصل على بكالوريوس اقتصاد من جامعة شيكاغو. تملك شركة قابضة يسيطر عليها مع عائلته 9.9% من شركة صناعات تكساس الأمريكية. وعضو سابق في أمانة قطاع الأعمال في الحزب الوطني الديمقراطي المصري المنحل. قدرت مجلة فوربس سنة 2007 ثروته ب3.9 مليار دولار  وفي 2015 وصلت ثروته إلى 5.8 مليار دولار، مما يجعله الشخص الأكثر ثروة في مصر

## نادي أستون فيلا
في 20 يوليو 2018 تم الإعلان عن أنه اشترى حصة نسبتها 55 بالمئة من نادي أستون فيلا الإنجليزي، الذي يلعب في الدوري الإنكليزي الممتاز .

## ثروته
قفزت ثروته من 6.4 مليار دولار في مارس 2019 إلى 7.9 مليار دولار حسب تقديرات مجلة فوربس في يوليو 2019 ليحتل بذلك المرتبة الـ252 بين قائمة أثرياء العالم ليعزز صدارته كأثرى رجل أعمال مصري بفارق كبير عن التالى وهو أخوه نجيب ساويرس.